# آلگرو (موسیقی)
آلِگرو یا اَلِگرو (به ایتالیایی: allegro) از اصطلاحات موسیقی مربوط به تُندا (سرعت موسیقی) به‌معنای تُند، دوان، شاد، بانشاط و زنده است.
ریشهٔ این کلمه در زبان ایتالیایی به‌معنای خوشحال و شاد است. در موسیقی، «آلگرو» نشان‌دهندهٔ موومان و حرکتی تند و جاندار و بانشاط است، اما به تندیِ «پِرستو» نیست.
«آلِگرو» در مترونوم‌های مختلف با سرعت‌های متفاوت مشخص شده‌است که عبارتند از:
- مترونوم یاماها: ۱۳۰ ضربه در دقیقه
- مترونوم کادنسیا سوئیسی: ۱۵۲ تا ۱۸۴ ضربه در دقیقه
- مترونوم وینتر آلمانی: ۱۲۰ تا ۱۶۸ ضربه در دقیقه
- مترونوم سنت توماس آمریکایی: ۱۵۴ تا ۱۹۰ ضربه در دقیقه

## نام‌ها و اصطلاحات مرتبط
- آلِگرتو (Allegretto): به معنای تُند (کم تُند) اما نه به تندی و سرزندگی «آلگرو».
- آلِگرتو گراسیوزُو (Allegretto grazioso): به معنای اجرایی جاندار و معتدل و لطیف.
- آلِگرتو شِرزاندُو (Allegretto Scherzando): به معنای اجرایی معتدل، ظریف و سبُک.
- آلِگرو آجیتاتُو (Allegro agitato): به معنای تند، زنده، فِرز، مضطرب، پُر هیجان و گریزان.
- آلِگرو انیماتُو (Allegro animato): به معنای تند، فِرز، جاندار و باروح.
- آلِگرو آپاسیوناتُو (Allegro appassionato): به معنای فِرز، جاندار، پُرشور و سرشار از هیجان.
- آلِگرو آسای (Allegro assai): به معنای بسیار زنده و تندتر از آلگروی تنها.
- آلِگرو بریلانته (Allegro brillante): به معنای زنده، تند و درخشان.
- آلِگرو مُولتُو (Allegro molto): به معنای خیلی تند، بسیار تند و فِرز.
- آلِگرو مُوسو (Allegro mosso): به معنای جاندار و متحرک مغموم.
- آلِگرو وِلُوچِه (Allegro veloce): به معنای تند و اجرایی سَبُک و درخشان.
- آلِگرو ویواچِه (Allegro vivace): به معنای چابک، جاندار، سرزنده سرشار از جنب و جوش (سریع تر از آلگروی تنها).
- آلِگرو ویوُ (Allegro vivo): به معنای تند، جاندار، باروح، بسیار تند و سریع (سریع تر و جاندارتر از آلگروی تنها).